# Fuji-Cola
Fuji-Cola fue un proyecto de refresco de cola creado para promocionar el retorno a la vida política del Perú de Alberto Fujimori, expresidente peruano, quien huyó a Japón en el año 2000. La bebida fue creada por sus partidarios para financiar su campaña para las elecciones de 2006. Kenji Fujimori, hijo de Alberto, solicitó el 4 de marzo de 2005 crear una marca registrada con el nombre de la bebida, con la pretensión de también fabricar zumos de fruta, dulces y otras preparaciones para hacer bebidas.